# Ludwig Hujer
Ludwig Hujer (20. červenec 1872, Jizerka (Klein Iser) – 25. říjen 1968, Vídeň) byl rakouský medailér a sochař. Působil také jako pedagog a publicista.

## Život

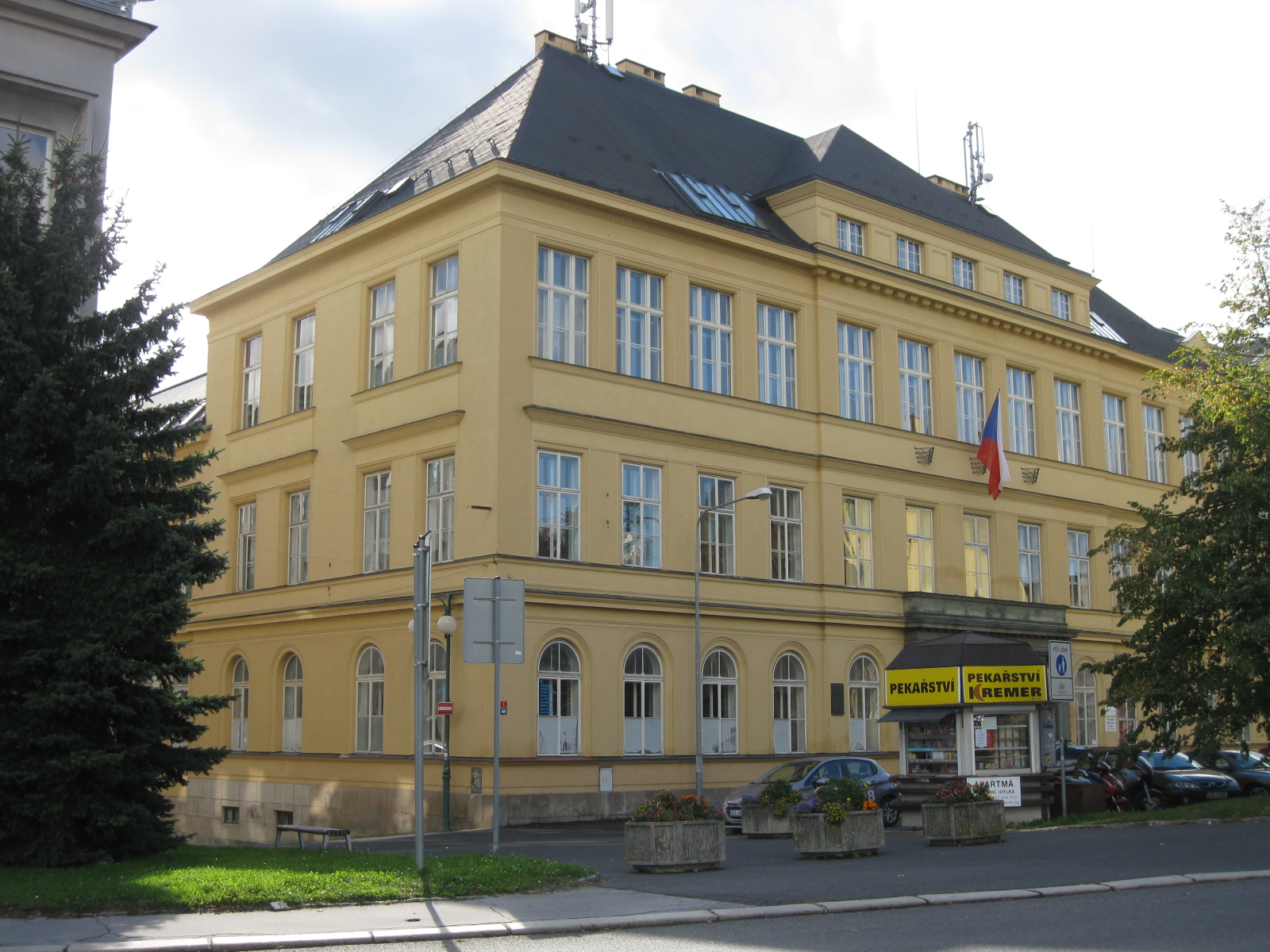
Uměleckoprůmyslová škola

Absolvoval K. K. Kunstgewerbliche Fachschule Gablonz ( Střední uměleckoprůmyslová škola a Vyšší odborná škola v Jablonci nad Nisou). V roce 1891 se stal žákem prof. Karla Ludwiga Augusta Kühneho ve Vídni; v roce 1893 nastoupil do ateliéru prof. Stefana Schwartze. Na studijních cestách, které mohl absolvovat díky státnímu stipendiu se seznámil s díly mnohých francouzských medailérů. Mezi nimi jsou i jména jako Jules-Clément Chaplain, Félix Charpentier, René Jules Lalique, Ernest Paulin Tasset.
Měl možnost pracovat i dílnách Londýnské medailérské dynastie Wyon, jejíž členové byli vrchními rytci pečetí u královského dvora.
V roce 1904 vstoupil do družstva výtvarných umělců (Künstlerhaus) a později pracoval i ve výboru Künstlerhausu.
Ludwig Hujer se věnoval tvorbě medailí a plaket, tedy umění, které habsburští císaři vždy zvláště cenili a propagovali. Bohatou podporu našel Hujer u císaře Františka Josefa a celého dvora, šlechty a společnosti staré Vídně. Opakovaně dostával za úkol zhotovit k výročním oslavám a významným událostem medaile a plakety. Šedesáté výročí vlády císaře Františka Josefa I. (1908) mu přineslo množství zakázek.
Dne 17. října 1962 byl jmenován čestný členem. Družstvu výtvarných umělců odkázal sádrové modely svých děl.
Sloužil jako důstojník v první světové válce. Dosáhl hodnost kapitána, kdy byl raněn.[ujasnit] Dne 15. ledna 1945 byl během bojů jeho ateliér vybombardován.

## Dílo

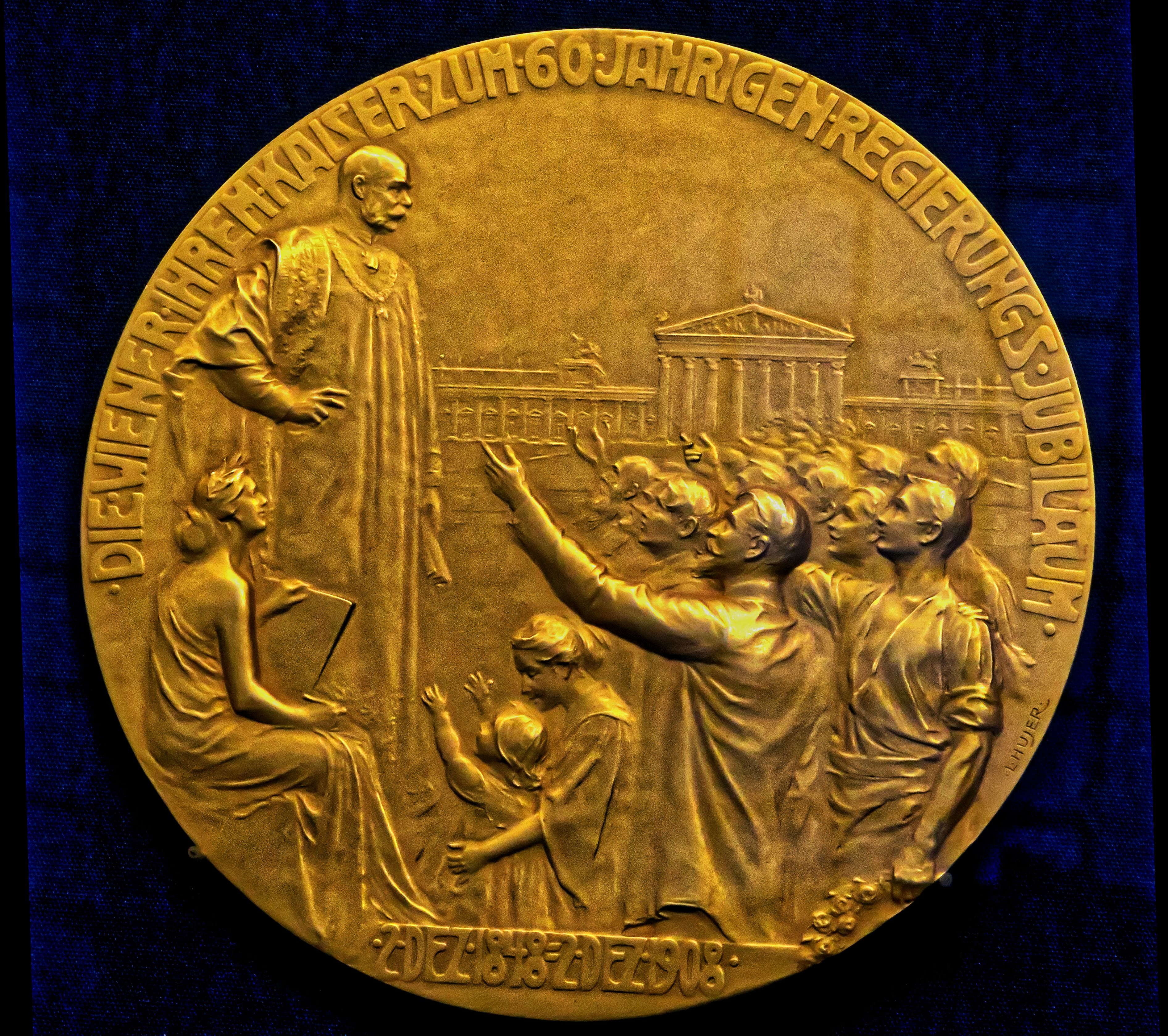

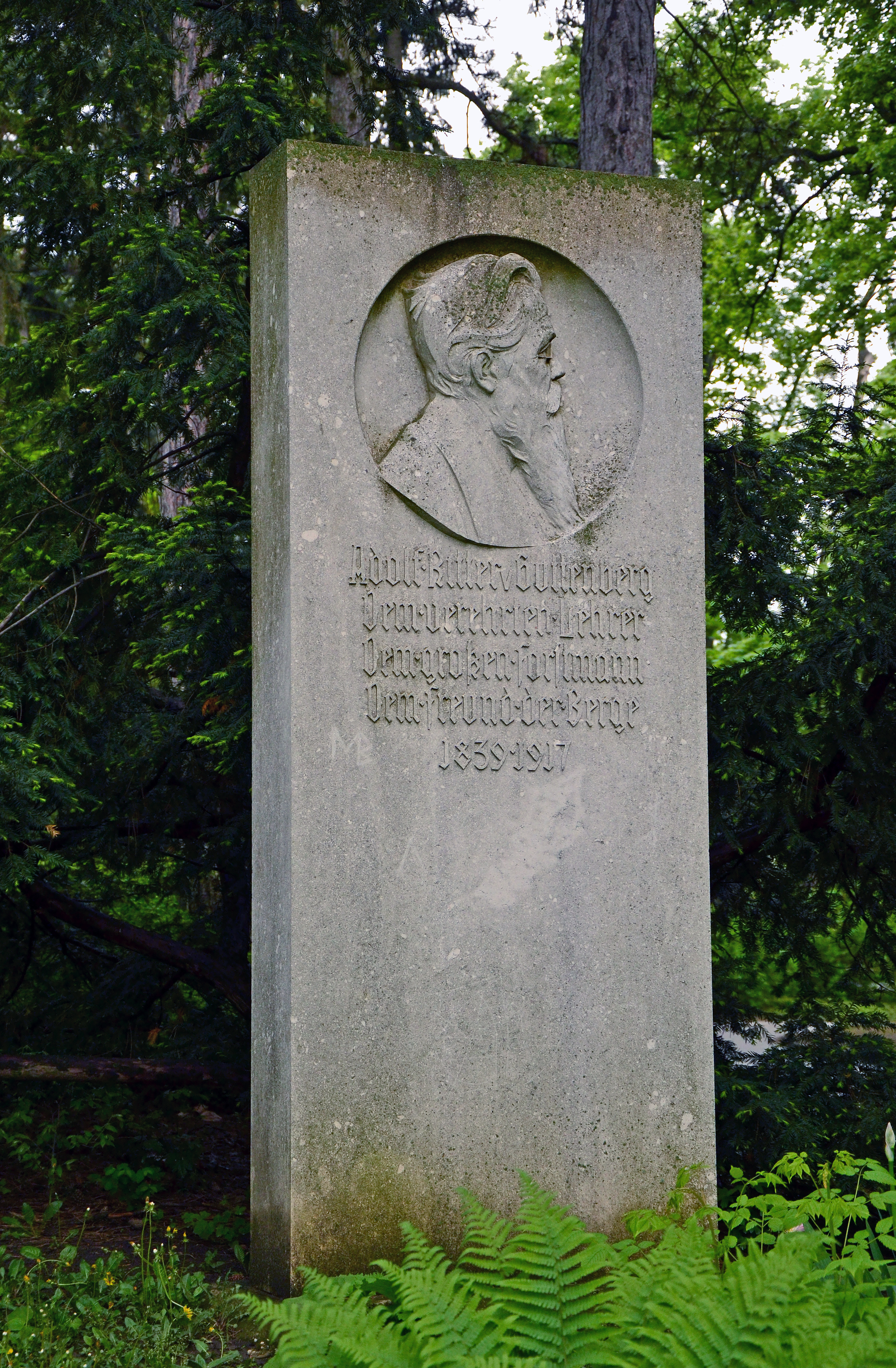

Ludwig Hujer se z existenčních důvodů nemohl věnovat pouze volné tvorbě, ale pracoval na zakázku. Zhotovil tak portréty významných osobností i osob méně významných:
- Prof. Victor Grünberg

- František Josef I., rakouský císař
- Wilhelm Wodnansky, malíř

- papež Lev XIII.
- Anton Barthlme
- slečna Mitzi Fischer Noble z Röslerstamm
- paní Emma Fischer Noble z Roslertammu
- rodiče Ludwiga Hujera (30. výročí jejich sňatku)
- dvouleté dítě Ludwiga Hujera

## Ocenění
- 1901 druhé místo v soutěži o pamětní medaili ministerstva obchodu
- 1902 první místo od Rakouské společnosti pro podporu medailérského a dekorativního umění za triptych představující tanec, hudbu a zpěv
- 1906 Kleine Goldene Staatsmedaille (Malá zlatá státní medaile)
- 1909 Goldenes Verdienstkreuz mit der Krone (Zlatý záslužný kříž s korunou)
- 1918 Ritter des Franz Joseph-Ordens (Rytíř Řádu Františka Josefa)
- 1934 byl Ludwigu Hujerovi udělen titul profesor[4][5]